# Chambre funéraire de Clemency
La chambre funéraire de Clemency (49° 35′ 11″ N, 5° 53′ 09″ E) est une sépulture de la fin de la période celtique en Gaule découverte dans la localité luxembourgeoise de Clemency, à proximité de l’oppidum du Titelberg de Rodange, capitale de la cité des Trévires.

## Localisation
La chambre se trouve sur un plateau surplombant la vallée de la Chiers et proche de la source de l’Eisch. En 1987, la découverte de tessons d’amphores ainsi que d'ossements calcinés suggéra la présence d’une tombe. Des travaux d’excavation furent entrepris et aboutirent à la mise au jour d’une des plus grandes chambres funéraires de cette époque.  

## La chambre funéraire
Révélée par un fossé de drainage moderne, la chambre forme un carré quasi parfait de 4 mètres 25 de côté ; sa hauteur exacte demeure quant à elle inconnue. Les murs de la fosse étaient constitués de planches en bois, les coins des murs de quatre poutres de chêne et le sol de planches en chêne. La préservation de la structure en bois a permis d'effectuer une reconstitution de la chambre qui peut être admirée au Musée National d'Histoire et d'Art du Luxembourg.  
Le défunt, incinéré vêtu d’une peau d’ours, aurait vécu jusqu'à un âge compris entre 40 et 50 ans et ses restes ont été déposés dans la chambre.   
Un puits d’entrée contemporain de la chambre creusé par des pilleurs de tombes fut découvert sur la partie sud de l’édifice. 

## Mobilier funéraire
La chambre contenait divers objets importés d’Italie dont, entre autres : au moins 10 amphores (deux retrouvées intactes), une lampe à huile en argile de Campanie retrouvée au milieu de la pièce ainsi qu’un bouclier de bronze accroché au mur nord. Plus d’une trentaine de récipients de fabrication indigène (provenant du site du Titelberg) ont également été retrouvés. Quatre porcelets furent également déposés dans la tombe dont seules les dents ont été préservées à cause de l’acidité du sol. Le mobilier funéraire est supposé incomplet compte tenu de la visite de pilleurs de tombes.   
Ces artefacts ont permis de dater la chambre funéraire aux alentours de 70 av. J.-C., soit à une époque précédant immédiatement la Guerre des Gaules. Ils rendent également compte du statut social élevé du défunt au sein de la société trévire ainsi que de l’acculturation à la société romaine. 

## Environs
L’étude des environs de la chambre funéraire a permis d’établir un plan global du site avec la présence d’un tumulus recouvrant la chambre funéraire, aujourd’hui entièrement disparu sous les effets de l’érosion naturelle et de l’activité agricole. Le tumulus était circonscrit à l'intérieur d'un carré de 37 mètres de côté délimité par une fosse. À l’extérieur de ce périmètre, des restes d’un bûcher, de matière organique calcinée et de charbon ont été découverts. 
Comme pour le site de Clemency, des objets funéraires importés d’Italie ont également été retrouvés dans d'autres tombes dont celles de Goeblange-Nospelt permettant de les relier à l’oppidum du Titelberg. Cette concentration de sépultures richement décorées laisse penser que l’aristocratie celtique de l’époque était basée sur des critères de propriété foncière. La maîtrise de la métallurgie pourrait constituer un autre signe de richesse sociale comme l'atteste la présence d’une cheminée de fourneau dans le plafond de la chambre. 
À l’ouest de la chambre funéraire se trouve un site d’extraction de minerais de fer pisolithiques exploité jusqu’au XIXe siècle. 
En 2006, une nécropole tumulaire a été localisée par scannage aérien, également à l’ouest de la chambre au lieu-dit "Nöseler", et a fait l'objet d'une fouille partielle la même année. Antérieure à la chambre funéraire, cette nécropole daterait de la fin du IVe siècle av. J.-C. ou de la première moitié du Ve siècle av. J.-C.

## Ouvrages
- Jeannot Metzler, Die spätkeltische Grabkammer von Clemency. In: Führer zu archäologischen Denkmälern in Deutschland, Bd. 24. Der Kreis Merzig-Wadern und die Mosel zwischen Nenning und Metz. S. 239-243 Stuttgart 1992  (ISBN 3-8062-1021-7)
- J. Metzler, R. Waringo, R. Bis und N. Metzler-Zens, Clemency et les tombes de l'aristocratie en Gaule Belgique. Dossiers d'Archéologie du Musée National d'Histoire et d'Art 1, Luxembourg 1991

## Liens internet
- Musée National d'Histoire et d'Art - Luxembourg
- TK-Ausschnitt vom Fundort Bofferdangermoor südlich Clemency